# Dimos Thermaikos
Dimos Thermaikos (Thermaikos) är en kommun i Grekland.   Den ligger i prefekturen Nomós Thessaloníkis och regionen Mellersta Makedonien, i den norra delen av landet, 280 km norr om huvudstaden Aten. Antalet invånare är 37 126. Arean är 133 kvadratkilometer.
Terrängen i Dimos Thermaikos är huvudsakligen platt, men åt nordost är den kuperad.